# 예브게니야 라모노바
예브게니야 알렉세예브나 라모노바(러시아어: Евге́ния Алексе́евна Ла́монова, 1983년 8월 9일~)는 러시아의 펜싱 선수로 주 종목은 플뢰레이다. 2008년 하계 올림픽 여자 플뢰레 단체전에서 금메달을 획득했으며 세계 선수권 대회에서 금메달 1개, 은메달 2개를 획득했다.